# Cari Higgins
Cari Higgins, née le 5 octobre 1976 à Boulder au Colorado, est une coureuse cycliste américaine. Active sur route et sur piste, elle a été dix-sept fois championne des États-Unis en cyclisme sur piste et sept fois médaillée aux championnats panaméricains.

## Biographie
Cari Higgins commence à pratiquer le cyclisme à l'âge de 29 ans.

## Palmarès

### Championnats du monde
- Apeldoorn 2011
  - 6e de la course aux points
  - 12e de la poursuite individuelle
- Melbourne 2012
  - 6e du scratch
  - 15e de la course aux points
- Cali 2014
  - 5e de la poursuite par équipes

### Championnats panaméricains
- 2009
  -  Médaillée d'argent du scratch
  -  Médaillée de bronze du 500 mètres
  -  Médaillée de bronze de vitesse individuelle
  -  Médaillée de bronze du keirin
- 2011
  -  Médaillée de bronze de l'omnium
  -  Médaillée de bronze de la course aux points
- 2012
  -  Médaillée de bronze de la poursuite par équipes

### Championnats nationaux
- Championne des États-Unis de vitesse par équipes en 2007, 2008, 2009, 2010
- Championne des États-Unis de vitesse individuelle en 2008
- Championne des États-Unis de keirin en 2008
- Championne des États-Unis du 500 mètres en 2008
- Championne des États-Unis de poursuite par équipes en 2010, 2012
- Championne des États-Unis de l'américaine en 2010, 2012, 2013
- Championne des États-Unis de l'omnium en 2009, 2012, 2013
- Championne des États-Unis de la course aux points en 2010, 2013